# Коле деле Торче (Рим)
Коле деле Торче је насеље у Италији у округу Рим, региону Лацио.
Према процени из 2011. у насељу је живело 21 становника. Насеље се налази на надморској висини од 229 м.